# Kristian Geertsen
Kristian Geertsen (født 11. februar 1991) er en dansk professionel fodboldspiller, der spiller for FC Roskilde.

## Karriere
I sommeren 2012 indgik Geertsen en to-årig aftale med Akademisk Boldklub. Han spillede dog kun én sæson i klubben, da han i fællesskab med klubben fik ophævet kontrakten i juli 2013.
Kort efter bruddet med AB indgik Geertsen en toårig kontrakt med FC Roskilde i 2. division.